# Christophe Lemaitre
Christophe Lemaitre (Annecy, 11 de junho de 1990) é um atleta francês, campeão europeu na disciplina de atletismo de 100 e 200 metros rasos. Foi o primeiro atleta branco a correr a prova dos 100 metros abaixo de 10 segundos, ao marcar 9s98 na final dos Campeonatos de França.